# Rio Laranjeiras
Le rio Laranjeiras est une rivière brésilienne de l'État de Santa Catarina.
Il naît dans le Parc National de São Joaquim, dans la Serra Geral, dans la municipalité de Grão Pará. Sa source se trouve à plus de 1 000 mètres d'altitude, non loin de celles du rio Pelotas et du rio Lava-Tudo. Il se dirige alors vers le sud-ouest, traversant la municipalité d'Orleans avant de se jeter dans le rio Tubarão.